# 5
Cette page concerne l'année 5  du calendrier julien. Pour l'année 5 av. J.-C., voir 5 av. J.-C. Pour le nombre 5, voir 5 (nombre). Pour les autres articles homonymes, voir 5 (homonymie).
L'année 5 est une année commune qui commence un jeudi.

## Événements
- 1er janvier, Empire romain : début du consulat de Gnaeus Cornelius Cinna Magnus et de Lucius Valerius Messalla Volesus[1] ; Gaius Ateius Capito consul suffect[2].
- Campagne de Tibère en Germanie inférieure. Il passe de nouveau la Weser pendant que sa flotte remonte l'Elbe, soumet les Chauques, les Lombards et d'autres peuples[3].
- Arrivée à Rome d'ambassadeurs des tribus germaniques Cimbres, Charydes et Semmons, qui sollicitent l'amitié et l'alliance du peuple Romain[4].
- Mariage de Germanicus et d'Agrippine l'Aînée[5].
- Lex Valeria Cornelia introduisant à Rome la destinatio, selon laquelle dix centuries spéciales, formées des sénateurs et de l'élite des chevaliers, désignent à l'avance un certain nombre de candidats au consulat et à la préture[6].
- Le géographe grec Strabon nie le mouvement de la Terre[7].

## Naissances en 5
- Han Ruzi

## Décès en 5
- Cléopâtre Séléné II